# Крёз (река)
Крёз (фр. Creuse, окс. Cruesa) — река на юго-западе Франции, правый приток реки Вьенна. Протекает по регионам Новая Аквитания и Центр — Долина Луары. Длина 255 км, площадь бассейна 9570 км². Средний расход воды в устье 85 м³/с.
Река берёт начало на плато Мильваш возле деревни Ле-Мас-д’Аритиж течёт на север, впадает в Вьенну (бассейн Луары) в 20 километрах к северу от города Шательро. Высота истока — 816 м над уровнем моря.
Основные притоки — Седель, Гартамп (левые); Бузанн, Клэз (правые). Крупнейший приток — Гартамп.
На Крёзе расположены города:
- Фельтен
- Обюсон
- Аржатон-сюр-Крёз
- Ле-Блан

Река имеет гидроэнергетическое значение, на ней построено 6 электростанций. Водохранилища, образованные станциями, служат местом отдыха. Дамба возле Эгюзона, построенная в 1926 году, была на момент открытия крупнейшей в Европе.